# Cryptocentrus

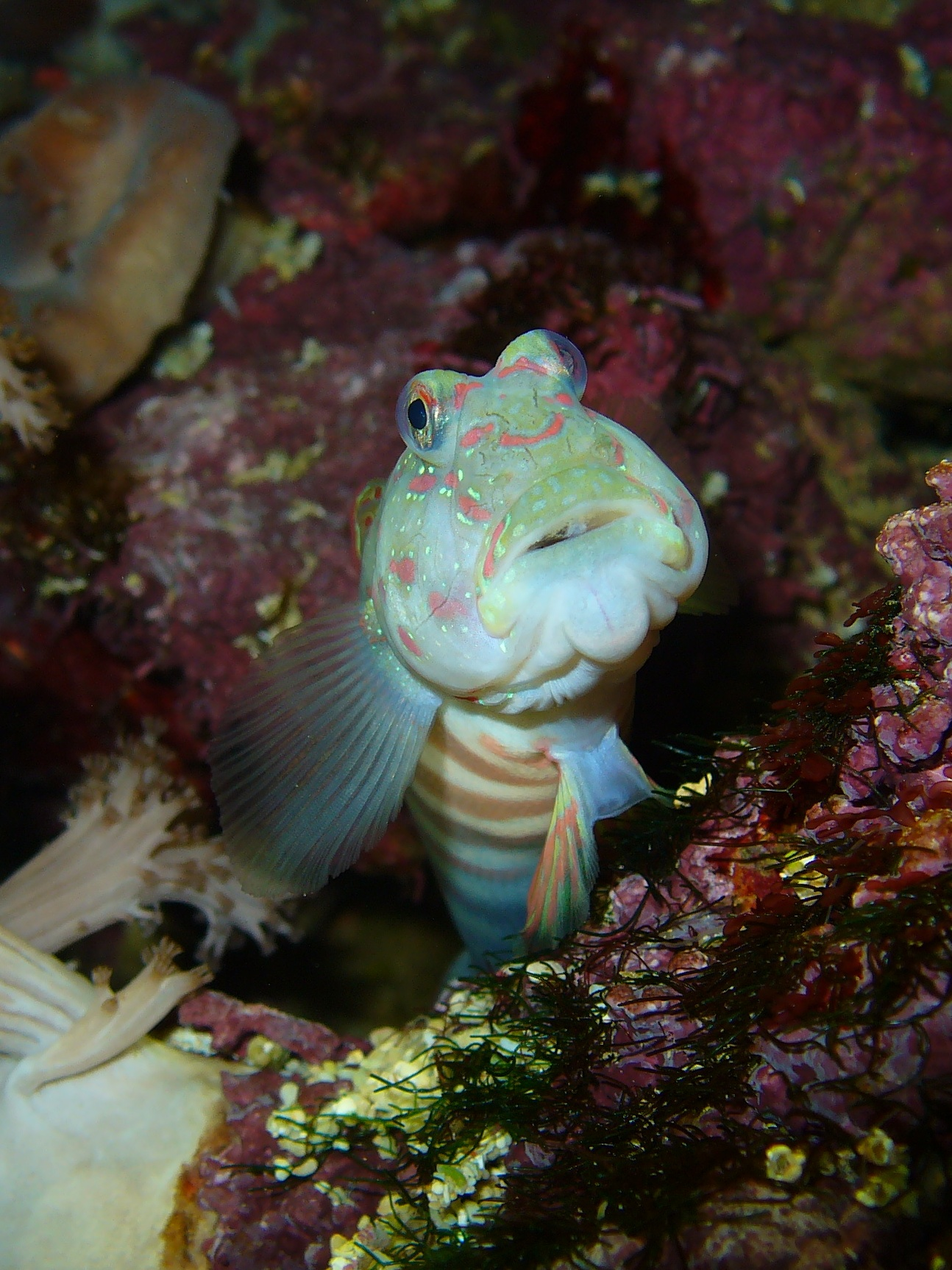
Cryptocentrus leptocephalus

Cryptocentrus és un gènere de peixos de la família dels gòbids i de l'ordre dels perciformes.

## Taxonomia
- Cryptocentrus albidorsus (Yanagisawa, 1978)
- Cryptocentrus bulbiceps (Whitley, 1953)
- Cryptocentrus caeruleomaculatus (Herre, 1933)[2]
- Cryptocentrus caeruleopunctatus (Rüppell, 1830)[3]
- Cryptocentrus callopterus (Smith, 1945)
- Cryptocentrus cebuanus (Herre, 1927)
- Cryptocentrus cephalotaenius (Ni, 1989)
- Cryptocentrus cinctus (Herre, 1936)[4]
- Cryptocentrus cryptocentrus (Valenciennes, 1837)[5]
- Cryptocentrus cyanotaenia (Bleeker, 1853)
- Cryptocentrus diproctotaenia (Bleeker, 1876)
- Cryptocentrus fasciatus (Playfair, 1867)[6]
- Cryptocentrus flavus (Yanagisawa, 1978)
- Cryptocentrus inexplicatus (Herre, 1934)
- Cryptocentrus insignitus (Whitley, 1956)
- Cryptocentrus koumansi (Whitley, 1933)
- Cryptocentrus leonis (Smith, 1931)
- Cryptocentrus leptocephalus (Bleeker, 1876)[7]
- Cryptocentrus leucostictus (Günther, 1872)[8]
- Cryptocentrus lutheri (Klausewitz, 1960)[9]
- Cryptocentrus malindiensis (Smith, 1959)
- Cryptocentrus maudae (Fowler, 1937)
- Cryptocentrus melanopus (Bleeker, 1860)
- Cryptocentrus nigrocellatus (Yanagisawa, 1978)
- Cryptocentrus niveatus (Valenciennes, 1837)
- Cryptocentrus octofasciatus (Regan, 1908)
- Cryptocentrus pavoninoides (Bleeker, 1849)
- Cryptocentrus polyophthalmus (Bleeker, 1853)
- Cryptocentrus pretiosus (Rendahl, 1924)
- Cryptocentrus russus (Cantor, 1849)
- Cryptocentrus shigensis (Kuroda, 1956)
- Cryptocentrus singapurensis (Herre, 1936)
- Cryptocentrus strigilliceps (Jordan & Seale, 1906)[10]
- Cryptocentrus tentaculatus (Hoese & Larson, 2004)[11]
- Cryptocentrus wehrlei (Fowler, 1937)
- Cryptocentrus yatsui (Tomiyama, 1936)[12][13][14][15][16]